# Javon Hargrave
Javon DeAndre Hargrave (Salisbury, Carolina del Norte, 7 de febrero de 1993) más conocido como Javon Hargrave, apodado Gravedigger, es un jugador profesional estadounidense de fútbol americano que se desempeña en la posición de defensive tackle en San Francisco 49ers, equipo de la National Football League (NFL).

## Carrera
Fue seleccionado en la tercera ronda en la Reunión Anual de Selección de Jugadores de la NFL de 2016. Hizo su debut profesional con el equipo Pittsburgh Steelers, en el cual jugó cuatro temporadas (2016-2020), después pasó a Philadelphia Eagles (2020-2023), luego a San Francisco 49ers, donde lleva jugando una temporada.